# پیتر چمبرز (بازیکن فوتبال)
پیتر چمبرز (انگلیسی: Peter Chambers؛ 1878 – ۱۹۵۲ (۷۳−۷۴ سال)) بازیکن فوتبال اهل بریتانیا بود.
از باشگاه‌هایی که در آن بازی کرده‌است می‌توان به باشگاه فوتبال بریستول سیتی، باشگاه فوتبال بلکبرن روورز، و باشگاه فوتبال سوئیندون تاون اشاره کرد.